# Эрвынайгытгын
Эрвынайгы́тгын (Ирвынейгытгын) — горное озеро на Дальнем Востоке России, на территории Иультинского района Чукотского автономного округа. Озеро имеет обширный заболоченный бассейн с разветвлённой сетью притоков.
Название в переводе с чукот. — «озеро у острой горы».
Расположено у северных склонов гор Чинетнегти Чукотского нагорья в болотистой межгорной впадине. Через озеро протекает река Ирвынейвеем.